# Ioan Guga
Ioan Guga (n. 14 mai 1954) este un senator român în legislatura 2000-2004 ales în județul Caraș-Severin pe listele partidului PDSR iar din iunie 2001 a devenit membru PSD. Ioan Guga a fost membru în grupurile parlamentare de prietenie cu Republica Panama și Republica Arabă Egipt.  Ioan Goga a fost membru în comisia pentru drepturile omului, culte și minorități. 